# Pteris mildbraedii
Pteris mildbraedii är en kantbräkenväxtart som beskrevs av Georg Hans Emmo Wolfgang Hieronymus. Pteris mildbraedii ingår i släktet Pteris och familjen Pteridaceae. Inga underarter finns listade.